# Pole Baronets
Als Pole Baronetcies bezeichnet man drei erbliche britische Adelstitel (Baronetcies), die an Personen mit dem Familiennamen Pole verliehen wurden. Hiervon gehört je eine zur Baronetage of England, zur Baronetage of Great Britain und zur Baronetage of the United Kingdom.

## Verleihungen

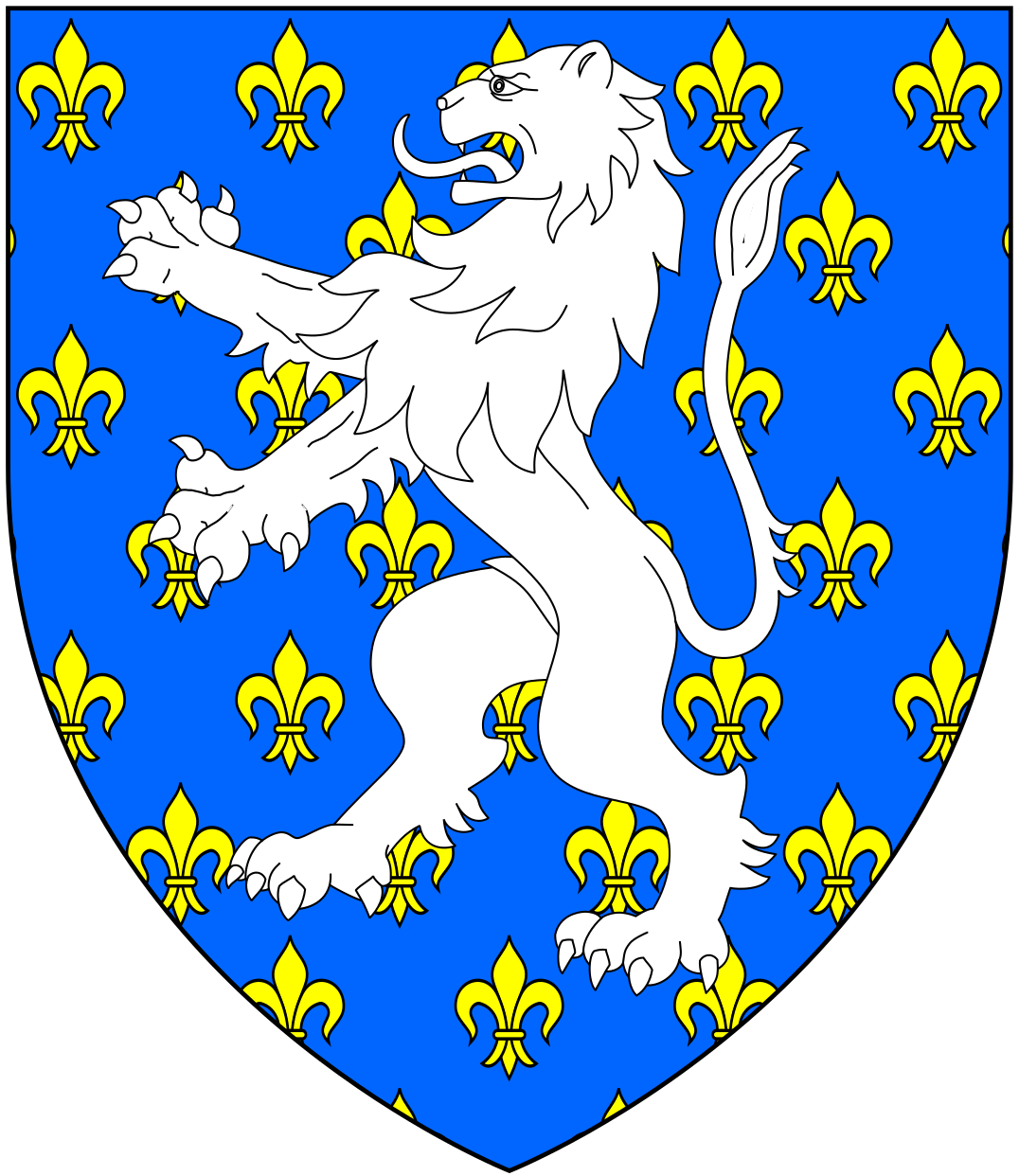
Wappen der Pole Baronets, of Shute House

Erstmals wurde am 12. September 1628 in der Baronetage of England der Titel Baronet, of Shute House in the County of Devon, für den englischen Unterhausabgeordneten John Pole geschaffen. Der Titel besteht bis heute.

Wappen der Pole Baronets, of Wolverton

Am 28. Juli 1791 wurde in der Baronetage of Great Britain der Titel Baronet, of Wolverton in the County of Southampton, für den Londoner Kaufmann Charles Pole geschaffen. Der Titel besteht bis heute.

Wappen des Pole Baronet, of the Navy

Am 12. September 1801 wurde in der Baronetage of the United Kingdom der Titel Baronet, of the Navy, für den Admiral Charles Pole geschaffen. Er war ein Enkel eines jüngeren Sohnes des 3. Baronet der Verleihung von 1628. Da dieser keine männlichen Nachkommen hatte, erlosch der Titel bei seinem Tod am 6. September 1830.

## Liste der Pole Baronets

### Pole Baronets, of Shute House (1628)
- Sir John Pole, 1. Baronet (um 1589–1658)
- Sir Courtenay Pole, 2. Baronet (1619–1695)
- Sir John Pole, 3. Baronet (1649–1708)
- Sir William Pole, 4. Baronet (1678–1741)
- Sir John Pole, 5. Baronet (um 1733–um 1777)
- Sir John de la Pole, 6. Baronet (1757–1799)
- Sir William Pole, 7. Baronet (1782–1847)
- Sir John Reeve-de-la-Pole, 8. Baronet (1808–1874)
- Sir William Pole, 9. Baronet (1816–1895)
- Sir Edmund de la Pole, 10. Baronet (1844–1912)
- Sir Frederick de la Pole, 11. Baronet (1850–1926)
- Sir John Carew-Pole, 12. Baronet (1902–1993)
- Sir Richard Carew-Pole, 13. Baronet (1938–2024)
- Sir Tremayne Carew-Pole, 14. Baronet (* 1974)

Titelerbe (Heir apparent) ist der Sohn des aktuellen Titelinhabers, Lucian William Patrick Carew-Pole (* 2016).

### Pole Baronets, of Wolverton (1791)
- Sir Charles Pole, 1. Baronet (1735–1813)
- Sir Peter Pole, 2. Baronet (1770–1850)
- Sir Peter van Notten-Pole, 3. Baronet (1801–1887)
- Sir Cecil van Notten-Pole, 4. Baronet (1863–1948)
- Sir Peter Pole, 5. Baronet (1921–2010)
- Sir John Pole, 6. Baronet (* 1952)

Titelerbe (Heir apparent) ist der Sohn des aktuellen Titelinhabers, Michael Pole (* 1980).

### Pole Baronets, of the Navy (1801)
- Sir Charles Pole, 1. Baronet (1757–1830)